# Lübberstedter Mühle
Die Lübberstedter Mühle bzw. Windmühle Lübberstedt, Mühlenstraße 2, auf der Osterholzer Geest, in der niedersächsischen Gemeinde Lübberstedt wurde im dritten Drittel des 19. Jahrhunderts gebaut. Aktuell (2025) wird sie museal, als Standesamt und für Veranstaltungen in der Mühlenscheune genutzt.
Das Gebäude steht unter Denkmalschutz (siehe auch Liste der Baudenkmale in Lübberstedt).

## Geschichte und Beschreibung
Die Gemeinde Lübberstedt wurde erstmals 1105 erwähnt. 1858 plante der Lübberstedter Wassermüller Johann Friedrich Bullwinkel den Bau einer Windmühle auf der Anhöhe neben der Landstraße von Hambergen nach Beverstedt.
Die Wallholländerwindmühle, auf einem Erd- und Steinwall und mit einer in dieser Gegend seltenen Durchfahrt, wurde von 1868 bis 1872 gebaut. Sie besteht aus dem massiven eingeschossigen Sockel, dem oktogonalen hölzernen Achtkant mit drei Böden mit Eichenschindeldeckung und der schindelgedeckten Kappe. Vom Wall wurde früher der Mühlenkopf durch einen Steert in den Wind gedreht. 1909 brannte die Mühle nach einem Blitzschlag ab und wurde sofort wieder aufgebaut, nunmehr mit Windrose und Jalousieflügeln. Die Durchfahrt im Wall diente zum An- und Abtransport von Getreide und Mehl direkt unterhalb des Mehlbodens durch Sackaufzug bzw. Rutsche. Das Mahlwerk von 1909 hat zwei Mahlgänge; einer kann auch elektrisch betrieben werden. Es ist noch heute funktionsfähig.
Ab 1909 war lange Zeit die Familie Bullwinkel bis zur vierten Generation Eigentümer der Mühle. 2001 erwarb die Gemeinde Lübberstedt das Bauwerk.
Mittlerweile kümmert sich der Mühlenverein von 2000 um ihren Erhalt. Die Mühle wurde 1949, 1966 und 2002 grundlegend saniert und Flügel, Windrose und Windrosenbock erneuert.
Das Landesdenkmalamt befand u. a.: „… Der so genannte ‚griese Graue‘ von Lübberstedt ist eine Holländerwindmühle …“
Die Windmühle ist Station 29 der Niedersächsischen Mühlenstraße in der Region Zwischen Nordsee, Elbe und Weser.
Im Wappen von Lübberstedt erinnert die Mühle – auch Der Griese Graue oder Lübbster Möhl genannt – als Wahrzeichen der Gemeinde.